# Bogusław Drewniak
Bogusław Drewniak (ur. 6 lutego 1927 w Poznaniu, zm. 4 czerwca 2017) – polski uczony specjalizujący się w kulturze i historii Niemiec; nauczyciel akademicki związany z uczelniami w Gdańsku i Słupsku. 

## Życiorys
Urodził się w 1927 roku w Poznaniu, gdzie spędził dzieciństwo i młodość. Ojciec Jan Drewniak (ur. 1891) był kapitanem intendentury Wojska Polskiego (https://archive.ph/20150722211121/http://www.muzeumwp.pl/oficerowie/?letter=D&page=20). W Poznaniu rozpoczął naukę w Prywatnej Szkole Powszechnej im. Marii Brownsford. Naukę przerwał wybuch II wojny światowej. W czasie wojny wysiedlony z miasta, zesłany na roboty przymusowe do Rzeszy, więziony w Tarnowie i Krakowie, działał w konspiracji. Po zakończeniu wojny, powróciwszy do Poznania, podjął naukę w „Marynce”, tj. Gymnasium ad St. Mariam Magdalenam. Egzamin maturalny złożył w 1947 roku. W 1951 r. obronił na Uniwersytecie Poznańskim pracę magisterską z zakresu historii pod kierunkiem prof. Janusza Pajewskiego, który nadzorował również jego pracę doktorską pt. „Robotnicy sezonowi na Pomorzu Zachodnim” (1958), wydanej rok później drukiem nakładem poznańskiego Instytutu Zachodniego.
Od 1957 był członkiem Polskiej Zjednoczonej Partii Robotniczej.  Złożył legitymację w 1981 po pacyfikacji kopalni „Wujek”. 
Bogusław Drewniak przez dekadę pracował w państwowej służbie archiwalnej; początkowo w Szczecinie, a w 1960 r. powierzono mu organizowanie Wojewódzkiego Archiwum Państwowego w Koszalinie, którego w latach 1961-1963 był dyrektorem.
W 1963 roku Rada Wydziału Filozoficzno-Historycznego Uniwersytetu im. Adama Mickiewicza w Poznaniu nadała Bogusławowi Drewniakowi stopień doktora habilitowanego w zakresie historii powszechnej najnowszej; podstawę habilitacji stanowiła monografia pt. „Początki ruchu hitlerowskiego na Pomorzu Zachodnim (1923–1934)” .
Od 1963 roku pracownik naukowo-dydaktyczny Wyższej Szkoły Pedagogicznej w Gdańsku (od 1970 roku Uniwersytet Gdański) – w latach 1964–1968 prodziekan i dziekan. W 1971 roku Rada Państwa nadała mu tytuł profesora nauk humanistycznych. Od 1971 roku profesor nadzwyczajny, a od 1982 profesor zwyczajny na Uniwersytecie Gdańskim. W 1992 roku podjął się organizacji, a następnie objął kierownictwo Zakładu Historii i Kultury Niemiec Uniwersytetu Gdańskiego w Katedrze Filologii Germańskiej UG.  Był opiekunem ponad dwustu magistrantów (w tym kilkunastu z filologii germańskiej), promotorem czternastu prac doktorskich, z wyraźną preferencją tematyki niemcoznawczej. Siedmiu z jego doktorantów dotarło do stanowisk profesorskich.
Poza gdańską uczelnią pracował także m.in. w Wyższej Szkole Nauczycielskiej w Słupsku, której w latach 1969-1971 był organizatorem i pierwszym rektorem.
W 1985 roku był promotorem doktoratu honoris causa Uniwersytetu Gdańskiego dla profesora Gerarda Labudy, a w 1996 roku dla  Prezydenta Republiki Federalnej Niemiec Richarda von Weizsäckera.
W latach 80.–90. był Przewodniczącym Okręgowej Komisji Badania Zbrodni Przeciwko Narodowi Polskiemu (poprzednio Komisji Badania Zbrodni Hitlerowskich w Polsce) Instytutu Pamięci Narodowej w Gdańsku.
Członek Stowarzyszenia Filmowców Polskich i polskiego PEN Clubu oraz innych stowarzyszeń.
Za swoją działalność naukową, dydaktyczną i organizacyjną został uhonorowany licznymi odznaczeniami i nagrodami, m.in. Krzyżem Oficerskim Orderu Polonia Restituta, Złotym Krzyżem Zasługi oraz Medalem Komisji Edukacji Narodowej.
Mąż dr Heleny Łucejko-Drewniak (ur. 1934) – filolog germańskiej Uniwersytetu Gdańskiego.
Zmarł 4 czerwca 2017 r. Pochowany w kolumbarium cmentarza Oliwskiego.

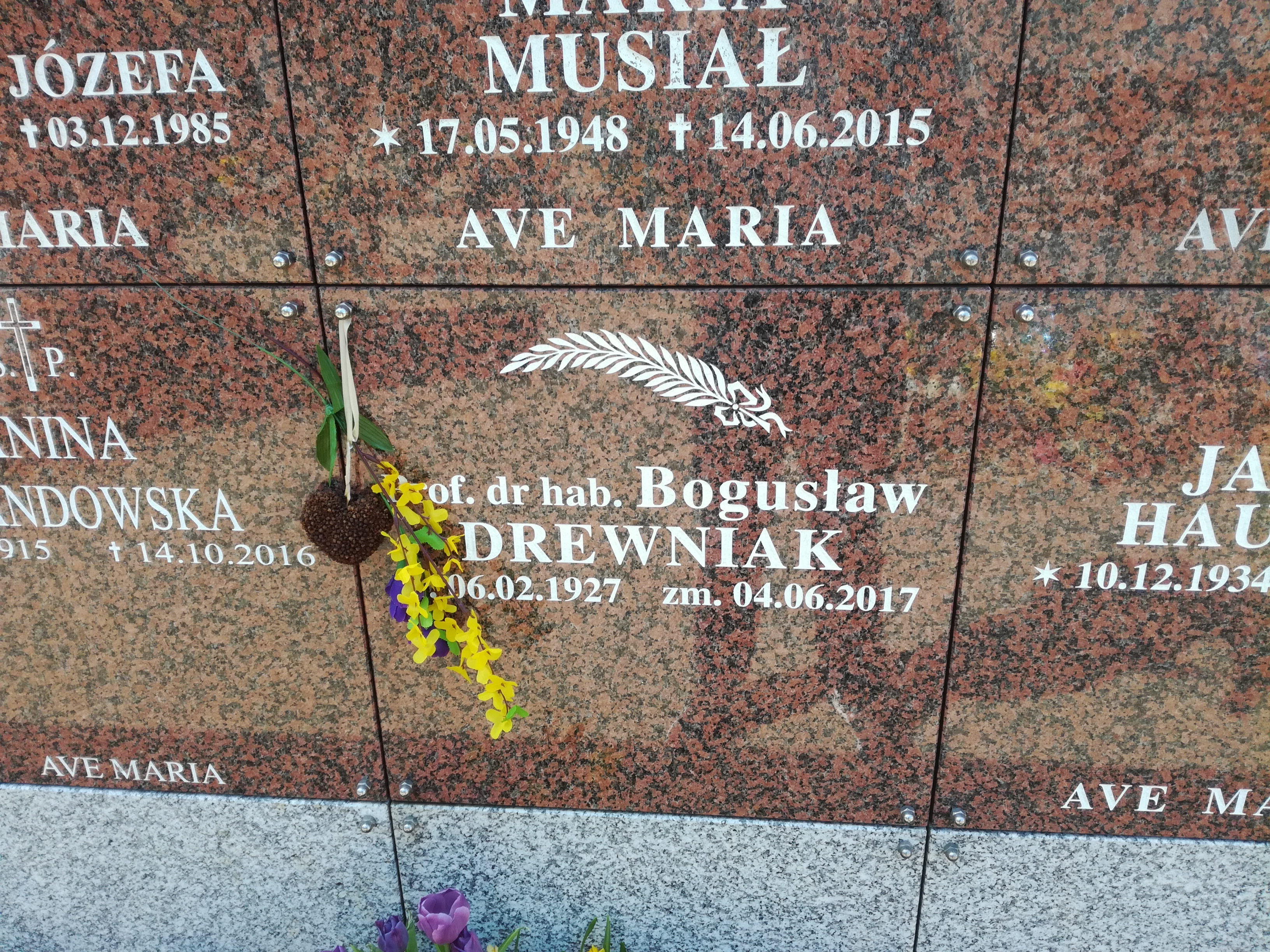
grób prof. Bogusława Drewniaka na cmentarzu Oliwskim (kolumbarium V)

## Najważniejsze publikacje[4]
- Robotnicy sezonowi na Pomorzu Zachodnim 1890-1918 (Poznań 1959),
- Polonia szczecińska 1890-1939 (współautorstwo Anna Poniatowska) (Poznań 1961),
- Początki ruchu hitlerowskiego na Pomorzu Zachodnim 1923-1934 (Poznań 1962),
- Emigracja z Pomorza Zachodniego 1816-1914 (Poznań 1966),
- Dzieje Koszalina. Red. Bogusław Drewniak i Henryk Lesiński (Poznań 1967),
- Kultura w cieniu swastyki (Poznań 1969),
- Teatr i film Trzeciej Rzeszy w systemie hitlerowskiej propagandy (Gdańsk 1972) (tuż po opublikowaniu zakaz rozpowszechniania),
- Das Theater im NS-Staat. Szenarium deutscher Zeitgeschichte 1933-1945 (Düsseldorf 1983),
- Organizacja niemieckiego życia teatralnego na obszarach okupowanej Polski w latach II wojny światowej, „Pamiętnik Teatralny”, 1997, Warszawa, XLVI, z. 1–4.
- Der deutsche Film 1938-1945. Ein Gesamtüberblick (Düsseldorf 1987),
- Pomorze Gdańskie i problem tzw. korytarza w historiografii i publicystyce Polski i Niemiec (w:) Stosunki polsko-niemieckie w historiografii. Cz. 3, pod red. J. Krasuskiego, G. Labudy, A.W. Walczaka (Poznań 1991),
- The Foundations of Theater Policy in Nazi Germany (w:) National Socialist Cultural Policy (New York 1993),
- Polen und Deutschland 1919-1939. Wege und Irrwege kultureller Zusammenarbeit (Düsseldorf 1999),
- Polsko-niemieckie zbliżenia w kręgu kultury 1919-1939. Studia – szkice – sylwetki (Gdańsk 2005).
- Teatr i film Trzeciej Rzeszy w systemie hitlerowskiej propagandy, wyd. 2 (znacznie poszerzone) (Gdańsk 2011).